# カール・フォン・ロクエス

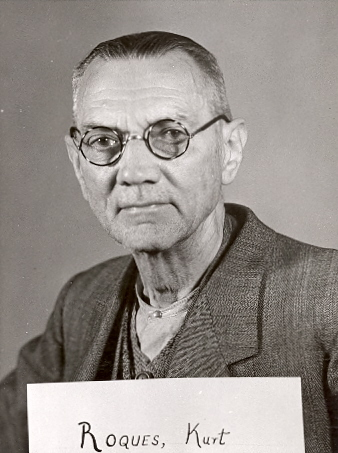
ニュルンベルク裁判中のロクエス（1947年）

カール・ジェローム・クリスティアン・ゲオルク・クルト・フォン・ロクエス（Karl Jerome Christian Georg Kurt von Roques、1880年5月7日–1949年12月24日）は、ドイツの軍人。最終階級はドイツ国防軍歩兵大将。第二次世界大戦後のニュルンベルク継続裁判で懲役20年の判決を受けた。

## 経歴
フランクフルト・アム・マインにルイ14世の迫害を逃れて移住したユグノー貴族の家庭に生まれる。先祖は代々ヘッセン＝カッセル方伯に仕え、父テオドールは軍人で、少将に昇進した。三歳年長の従兄弟フランツ・フォン・ロクエスも軍人となり、第二次世界大戦中は同様にソビエト連邦内の占領地司令官を務めている。
士官学校卒業後、大隊副官を経てベルリンの参謀本部に勤務した。第一次世界大戦が始まると、第215歩兵師団参謀として西部戦線に出征した。その後少佐に昇進したが体調を崩し、1917年からはベルリンの陸軍省勤務になり、軍需品の調達業務を担当した。
戦後も軍に残り、訓練業務を担当するようになった。その後第13歩兵連隊の大隊長、第16歩兵連隊隊長などを歴任し少将に昇進した。
1939年12月には、新設の第142歩兵師団の師団長に就任、対フランス戦に参加した。1941年6月のバルバロッサ作戦開始後、ロクエスは南方軍集団司令官ゲルト・フォン・ルントシュテット元帥の配下で後方占領地区司令官（Befehlshaber des Rückwärtigen Heeresgebietes、略称Berück）に任命された。同年8月、南方軍集団の占領地域に対し「サボタージュ行為は犯人が不明な限り、ウクライナ人の罪ではなく、ユダヤ人やロシア人の罪である」との布告を発している。警察部隊や親衛隊部隊によるユダヤ人に対する殺戮行為には賛成していたものの、ドイツ国防軍の所属者がそのような行為を行わないよう求めていた。ブラウ作戦中の1942年6月から12月までは、A軍集団の後方地域司令官を務めた。
戦後のニュルンベルク継続裁判の一つである国防軍最高司令部裁判では1948年に懲役20年の判決を受けた。翌年ランツベルク刑務所での服役中に病死した。